# Gee (EP)
Gee là mini - album đầu tiên của nhóm nhạc nữ Hàn Quốc Girls' Generation. Mini - album được phát hành vào ngày 7 tháng 1 năm 2009 sau 9 tháng gián đoạn.
Ca khúc chủ đề của album Gee hiện vẫn đang giữ kỉ lục về số lần đứng hạng nhất trong chương trình âm nhạc KBS Music Bank với 11 lần, trong đó có 9 lần liên tiếp.

## Tổng quan
Album bao gồm 5 ca khúc bao gồm cả ca khúc chủ đề cùng tên album. Đĩa đơn đầu tiên trích từ album, "Gee" là một ca khúc với tiết tấu nhanh, ca khúc nói tới cảm xúc của một cô gái với tình yêu đầu tiên của mình. Tựa đề ca khúc được hiểu như là âm thanh bất ngờ, tương tự như "어머나!" (Eomeona!, gần giống nghĩa là "Ôi chúa ơi!", hoặc, gần nghĩa hơn với từ "Gee!" trong tiếng Anh). Ca khúc "Way to Go!" (힘내!) là một phiên bản đầy đủ của đĩa đơn quảng cáo Samsung's Anycall Haptic Commercial, "Haptic Motion" của Girls' Generation và TVXQ, và Music Video chính thức với các cảnh hậu trường của MV Gee được phát hành.Music Video của ca khúc Gee cũng có Minho của nhóm SHINee xuất hiện như khách mời đặc biệt. "Dear. Mom" được sáng tác bởi Kim Tae Sung, lời ca khúc được viết bởi bạn gái của ông là ca sĩ Ivy, dưới bút danh The Lighthouse.

## Danh sách ca khúc
| STT              | Nhan đề                                            | Phổ lời          | Phổ nhạc                   | Sắp xếp                    | Thời lượng |
| ---------------- | -------------------------------------------------- | ---------------- | -------------------------- | -------------------------- | ---------- |
| 1.               | "Gee"                                              | E-Tribe          | E-Tribe                    | E-Tribe                    | 03:20      |
| 2.               | "Way to Go! (힘내!)"                               | Kim Jung Bae     | Kenzie                     | Kenzie                     | 03:04      |
| 3.               | "Dear Mom"                                         | The Lighthouse   | No Tae Ryung, Kim Tae Sung | No Tae Ryung, Kim Tae Sung | 04:05      |
| 4.               | "Destiny"                                          | Choi Gap Won     | James Read                 | Ahn Ik Su                  | 03:26      |
| 5.               | "Let's Talk About Love (힘들어하는 연인들을 위해)" | Young H. Kim     | Young H. Kim               | Young H. Kim               | 04:11      |
| Tổng thời lượng: | Tổng thời lượng:                                   | Tổng thời lượng: | Tổng thời lượng:           | Tổng thời lượng:           | 18:06      |